# قشلاق آقابابا
قشلاق آقابابا، روستایی در دهستان انگوت غربی بخش مرکزی شهرستان انگوت در استان اردبیل ایران است.

## جمعیت
بر پایه سرشماری عمومی نفوس و مسکن در سال ۱۳۹۵، جمعیت این روستا برابر با ۱۴۵ نفر (۳۷ خانوار) بوده‌است.